# Басня (Эль Греко)
«Басня» (исп. La fábula) — аллегорическая картина Эль Греко 1580 года, созданная в начале его толедского периода и ныне хранящаяся в Музее Прадо в Мадриде.
Световые эффекты и использование цвета показывают влияние Якопо Бассано, которое художник подхватил в Италии. На полотне изображены обезьяна и мошенник, стоящие по бокам от мальчика, дующего на тлеющие угли или свечи. Центральная фигура картины была частой темой для художника (он нарисовал ее несколькими годами ранее, например, Эль-Соплон), взятой из истории в «Естественной истории» Плиния Старшего.
Картина, вероятно, является нравоучительным предупреждением о последствиях похоти, тлеющие угли символизируют сексуальное возбуждение, а обезьяна и шут - вездесущие опасности порока и глупости.